# La Huerta de Mataquito
La Huerta de Mataquito o simplemente La Huerta, es una localidad chilena de mil habitantes, situada sobre la Cordillera de la Costa, en la ribera norte del río Mataquito, comuna de Hualañé, provincia de Curicó.
Fue un antiguo caserío indígena que se conoció como Gonza, frontera del dominio incásico y español, y escenario de la batalla de Mataquito durante la Guerra de Arauco. En el siglo XVII, durante la colonización española del valle, su nombre fue cambiado por La Huerta, en referencia a la curva que presenta el río Mataquito en su curso al oeste. 
Se ubica 40 km al oeste de la ciudad de Curicó, por la Ruta J-60; y 54 km al NorOeste de Talca, por la Ruta K-40.
La economía local está basada en la agricultura, además del comercio y servicios públicos.

## Geografía
Administrativamente pertenece a la comuna de Hualañé en donde forma el distrito La Huerta, que incluye a pequeñas localidades vecinas como Orilla de Navarro, Orilla de Valdés, Remolino y Parronal.
La Huerta se ubica sobre la Cordillera de La Costa, a los pies del cordón montañoso norte del río Mataquito.
El valle del Mataquito ofrece ricos suelos para el desarrollo de cultivos tradicionales y nuevas variedades agrícolas.  

## Historia

### Frontera y Muerte de Lautaro
En la época precolombina, el río formado por la unión de los ríos Teno y Lontué era conocido como "Güelengüelevano" y el plano aluvial del codo del cauce era habitado por el pueblo de indios llamado Gonza. Durante el siglo XV, con el mandato del inca Huaina Capac, el  imperio incaico amplió sus dominios por el sur hasta el río que llamaron Mataquito, estableciendo su influencia en los habitantes de la zona.
A la llegada de los españoles, el río Mataquito constituyó la frontera de la resistencia mapuche, desde donde asolaban las poblaciones fundadas por los conquistadores en Chile central. El  30 de abril de 1557, en los faldeos del cerro Chiripilco se produjo la Batalla del Mataquito, una de los enfrentamientos militares más importantes de la Guerra de Arauco,  en donde las tropas españolas al mando de Francisco de Villagra derrota a las fuerzas indígenas y dan muerte al Toqui Lautaro, provocando la retirada mapuche al sur del río Bio Bio, la pacificación del Mataquito y el inicio de la colonización.

### Colonización
El dominio español en la comarca del Mataquito se expresó en la entrega de tierras y encomiendas de indios en favor de militares por sus servicios a la corona. Los indígenas conservaron su organización y se convirtieron al catolicismo.
La población nativa del Mataquito sufrió una rápida despoblación debida en gran parte a las expoliaciones y al rigor de los hacendados vecinos. Como expresión de estos hechos, el cacique Briso acusaba ante las autoridades judiciales a Jacinto Garcés, hacendado de La Huerta,  de invadir la propiedad indígena y perjudicarles sus sembradíos. Las autoridades judiciales de la época resolvieron en favor de los indígenas, sin embargo, la zona terminó cediendo ante la ocupación española, constituyéndose las grandes propiedades. 
Por los campos se propagaron los cereales y se multiplicó el ganado. La Huerta era ocupada por la gran estancia de Peralillo, de la familia Garcés de Marcilla,  que posteriormente fue subdividida por herencias o venta a terceros.

### Época republicana

Parroquia San Policarpo de La Huerta de Mataquito. Construida en 1824, es testimonio de la importancia del poblado en la comarca del río Mataquito durante el siglo XIX.

A comienzos de la República, La Huerta concentraba la mayor cantidad de población del valle del Mataquito y en 1824 esa importancia se expresaba en la construcción de una nueva iglesia en la zona, que en 1864 pasó a ser parroquial en lugar de la de Peralillo, con la advocación de San Policarpo de la Huerta del Mataquito.
El paraje huertino adquirió el carácter de aldea, creándose una escuela en 1874 y servicios como registro civil y correo, dependiendo administrativamente del Departamento de Vichuquén. El mismo año se creaba otra escuela en Peralillo y años más tarde en Mira Ríos.
En diciembre de 1891, se creó la comuna de La Huerta, en cuya jurisdicción estaba el valle norte del río Mataquito, entre La Huerta de Mataquito y la hacienda Peralillo, que alcanzaba hasta el actual Hualañé.
Con la inauguración del Ferrocarril de Curicó a la costa el año 1912, La Huerta pierde gravitación en la zona en favor de Hualañé que se desarrolla de manera importante como punta de rieles y que en 1928 se transforma en cabecera comunal.
A fines de mayo de 1972, una gran avenida del río Mataquito destruyó los tres puentes que en aquella época lo cruzaban, entre ellos el Puente La Huerta, que solo fue reconstruido el año 2012.

### Terremoto 27F del año 2010
El gran terremoto 27F dañó seriamente el patrimonio arquitectónico de La Huerta, con el 68 % de la localidad afectada, destruyendo edificaciones significativos para el patrimonio comunal como la Iglesia católica y viviendas particulares de carácter de Inmueble de Conservación Histórica.
La reconstrucción se ha transformado en una oportunidad para desarrollar las potencialidades urbanísticas, geográficas y turísticas del poblado.

## Cultura y Sociedad

### Instituciones
La localidad cuenta con Escuela Básica (creada en 1874), Jardín Infantil, Posta de Salud Rural, Compañía de Bomberos, Retén de Carabineros, además de agrupaciones como el Club Deportivo Lautaro, Club de Huasos, Junta Vecinal y otras organizaciones comunitarias.

## Turismo y Servicios

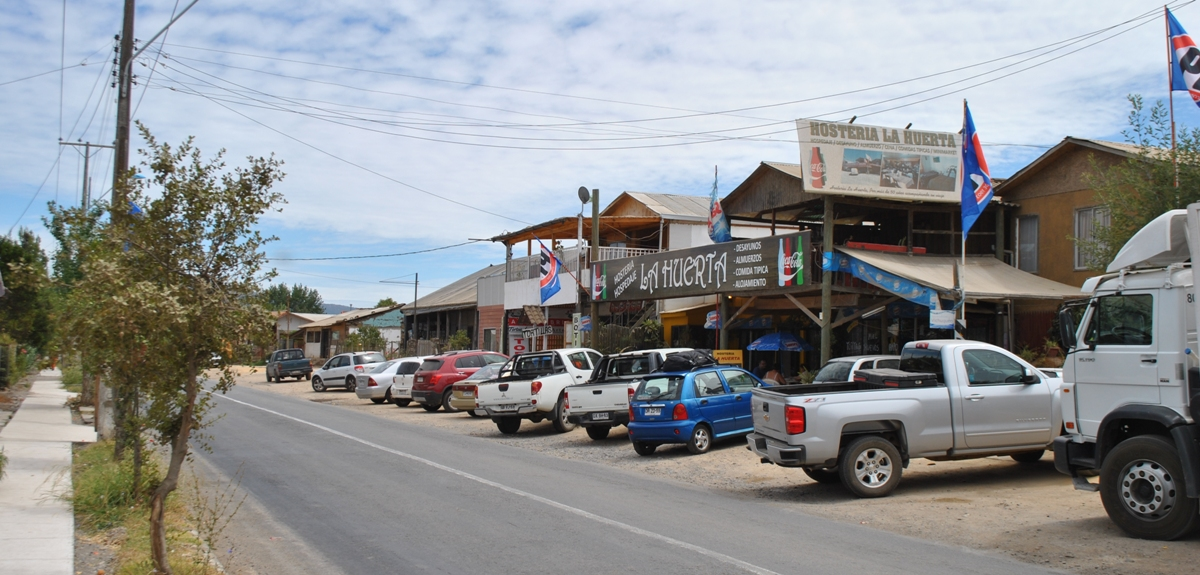
Servicios turísticos en Avenida Chiripilco de La Huerta de Mataquito.

La Huerta es una localidad que ofrece servicios a visitantes y pasajeros de las rutas Curicó - Iloca y la Ruta Talca - Pichilemu, que cruzan la Avenida Chiripilco, principal vía del pueblo. 

### Gastronomía y Servicios
La Huerta de Mataquito tiene servicios de hostería para visitantes y pasajeros en tránsito. Además, es tradicional la elaboración de tortas huertinas, tortillas al rescoldo y otras preparaciones locales, que encuentra en pequeños establecimientos distribuidos a través de la avenida Chiripilco.

### Eventos
La Huerta mantiene durante el año varias actividades tradicionales, con gran arraigo campesino, como la celebración de Fiestas Patrias, Rodeos, La semana Huertina, Año Nuevo en el Río y otras festividades, organizadas por agrupaciones locales y la Municipalidad de Hualañé. 

### Que Visitar

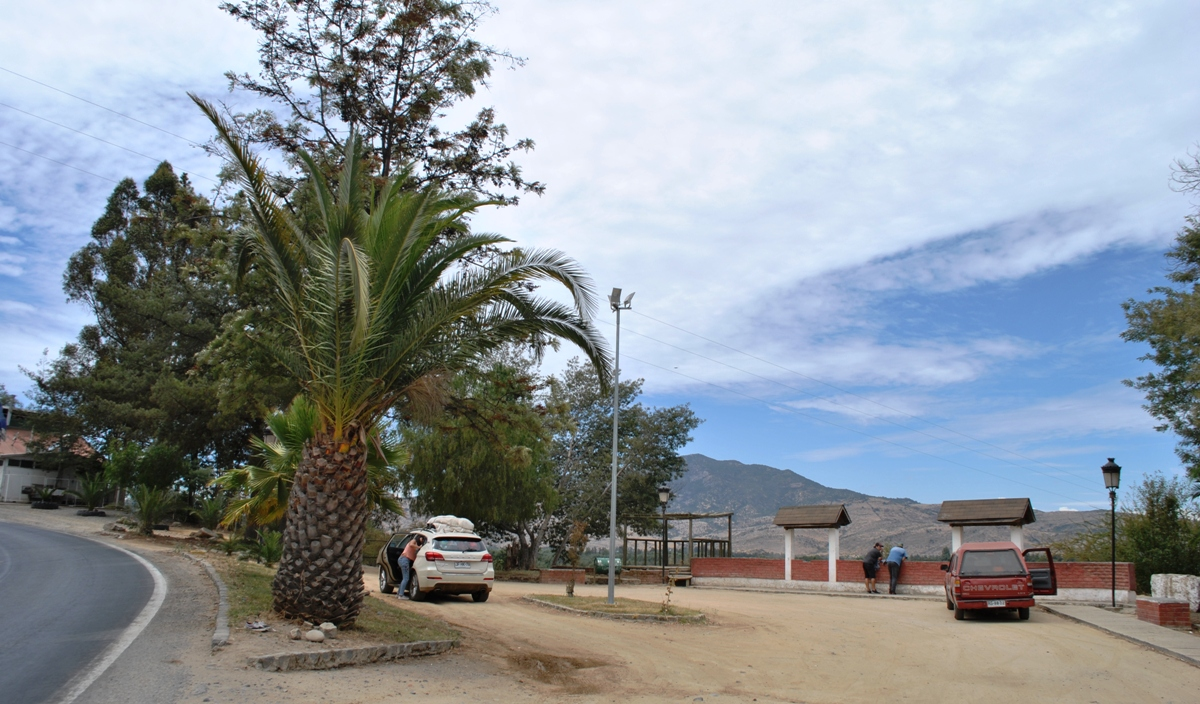
Mirador Río Mataquito en acceso oriente.

- Mirador Río Mataquito: situado junto a la Ruta J-60, en la entrada oriente del poblado es una buena alternativa para apreciar el valle del río Mataquito, el Puente La Huerta y cordones montañosos situados en la orilla sur del valle, en donde destaca el cerro Pequén , de 773 m s. n. m., a cuyos pies se encuentra la vecina localidad de Villa Prat.

- Parroquia San Policarpo de la Huerta de Mataquito. Ubicada en la calle San Antonio, construida el año 1824 y dañada seriamente con el terremoto del año 2010. Es testimonio de la importancia del poblado en el valle del Mataquito durante el siglo XIX.

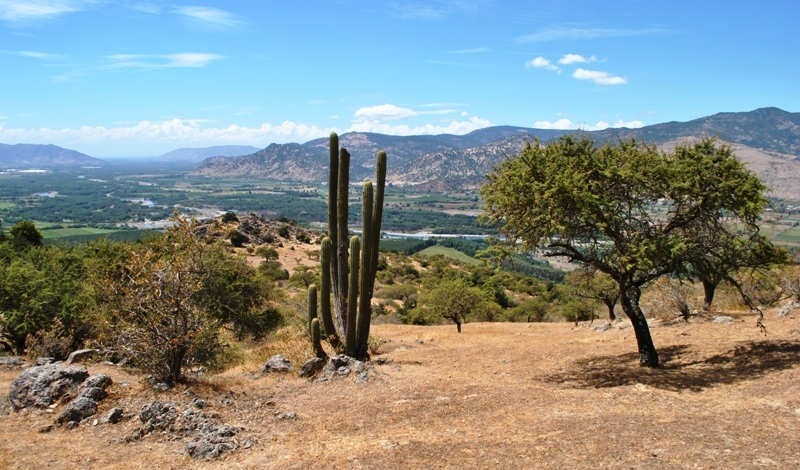
Bosque esclerófilo y vista del valle del río Mataquito desde eel cerro Chiripilco.

- Cerro Chiripilco: ruta patrimonial sobre una antigua fortaleza mapuche que durante la Guerra de Arauco habría sido escenario de la muerte del toqui Lautaro. El acceso se encuentra en el sector Orilla de Valdés, dos kilómetros al oriente de La Huerta, El recorrido tiene varias referencias a la muerte de Lautaro y es una excelente ruta para apreciar la biodiversidad de la zona y la amplitud del valle del río Mataquito.  La cumbre de 442 m s. n. m. se puede alcanzar en una caminata de una hora, con una distancia de 1,5 km y un desnivel de 320 m desde la ruta J-60. Desde hace algunos años se busca crear en la zona un parque patrimonial en recuerdo de Lautaro y Pueblos Originarios.[5]